# Stora Radtjärnen
Stora Radtjärnen är en sjö i Leksands kommun i Dalarna och ingår i Dalälvens huvudavrinningsområde. Sjön har en area på 0,11 kvadratkilometer och ligger 332,1 meter över havet.

## Delavrinningsområde
Stora Radtjärnen ingår i det delavrinningsområde (673421-142816) som SMHI kallar för Mynnar i Stor-Flaten. Medelhöjden är 388 meter över havet och ytan är 13,2 kvadratkilometer. Räknas de 2 avrinningsområdena uppströms in blir den ackumulerade arean 22,27 kvadratkilometer. Amsån som avvattnar avrinningsområdet har biflödesordning 4, vilket innebär att vattnet flödar genom totalt 4 vattendrag innan det når havet efter 326 kilometer. Avrinningsområdet består mestadels av skog (85 procent). Avrinningsområdet har 0,47 kvadratkilometer vattenytor vilket ger det en sjöprocent på 3,6 procent.